# Михайлов, Александр Иванович
Александр Иванович Михайлов (6 декабря 1905 года, Земетчино, Тамбовская губерния — 6 февраля 1988 года, Москва) — советский учёный в области авиационных двигателей и научно-технической информации, информатики и программной инженерии, профессор (1954), доктор технических наук (1954). Внёс большой вклад в развитие информатики как научной дисциплины в СССР. Заслуженный деятель науки и техники РСФСР (1963).

## Биография
Родился в с. Земетчино Тамбовской губернии.
В 1931 году окончил механический факультет Московского химико-технологического института им. Д. И. Менделеева по специальности «машиностроение». В 1931—1932 годах — аспирант МИХМ.
С 1930 по 1940 гг. работал в сфере, связанной с авиационной промышленностью. В 1942—1946 годах — директор Московского авиационного института (МАИ). В 1944 году МАИ признан лучшим вузом столицы с вручением переходящего Красного знамени.
В начале 1950-х гг. участвовал в создании Всесоюзного института научной и технической информации АН СССР (ВИНИТИ). И далее, в течение 30 лет, с 1956 по 1986 гг., возглавлял его. С временем его руководства связывают становление государственной системы научно-технической информации и завоевание Институтом мирового признания.
В 1946—1955 годах — заместитель министра МАП СССР, заместитель главного учёного секретаря АН СССР. Инициатор организации отечественной системы научно-технической информации и первой в стране кафедры информатики в МГУ.
С 1960 по 1980 гг. активно принимал участие в работе Международной Федерации Документации (международная организация, объединявшая ведущие информационные центры и библиотеки, работавшие в области информатики). Был главным редактором периодического издания «Международный форум по информации», выпускающегося ВИНИТИ, с 1975 по 1988 гг. Координировал Исследовательский комитет МФД по теоретическим основам информации при ВИНИТИ.
Похоронен на Кунцевском кладбище.

## Научная деятельность
Сделал существенный вклад в развитие информатики на территории Советского союза и Восточной Европы. Совместно с Гиляревским Р. С. и Чёрным А. И. дал точное определение таким понятиям, как Информация, Информатика и т. д., чётко описав их в своих публикациях, и тем самым, дав толчок к развитию советской науки в информационной сфере. Один из первых, предложивший технологию работы современных баз данных, используя информационные технологии.

## Награды
- орден Ленина (четырежды) (22.05.1939; 16.09.1945; 30.12.1965; 20.07.1971)
- орден Октябрьской Революции (17.09.1975)
- орден Трудового Красного Знамени (трижды) (04.11.1944; 13.05.1981; 13.12.1985)
- орден «Знак Почёта» (26.06.1959)
- медаль «За трудовую доблесть» (09.07.1954)
- другие медали